# Algerijnse voetbalbond
De  Fédération Algérienne de Football  (FAF) (Arabisch: الاتحادية الجزائرية لكرة القدم) is de voetbalbond van Algerije. De voetbalbond van het Noord-Afrikaanse land werd enkele maanden na de onafhankelijkheid in 1962 opgericht, op 21 oktober. 
De FAF organiseert onder andere de Algerian Ligue Professionnelle 1 en de Beker van Algerije.